# Huangshigang (Huangshi)
Huangshigang (chiń. upr. 黄石港区; chiń. trad. 黃石港區; pinyin Huángshígǎng Qū) – dzielnica w północnej części prefektury miejskiej Huangshi w prowincji Hubei w Chińskiej Republice Ludowej. Według danych z 2010 roku, liczba mieszkańców dzielnicy wynosiła 224314.